# Degradazione dei materiali
La degradazione dei materiali è il fenomeno di degrado dei materiali da costruzioni, riferito ai singoli materiali ed ai singoli elementi costruttivi. Non si può considerare il degrado in un senso soggettivo ed estetico, difatti è una modifica del materiale che porta ad un peggioramento delle sue caratteristiche. È parte della vita di un materiale litico usato nelle costruzioni, difatti questo vieno estretto dalla cava, lavorato, usato come pietra da costruire, quindi avviene la degradazione che lo porta ad essere un materiale detritico, attraverso il fenomeno della diagenesi torna ad essere una roccia che affiora in una cava e continua ad essere usato. L'ambiente interagisce con i materiali innescando processi di alterazione, di digrado e di dissesto; la differenza con questo ultimo sta ne fatto che degrado si riferisce alla perdita di caratteristiche superficiali, mentre dissesto è riferito alla perdita di caratteristiche strutturali, sia riguardo ad una struttura sia riguardo all'ambiente. Le cause che portano alla manifestazione di questi fenomeni sono spesso macroscopiche ed evidenti, tuttavia non sempre è possibile ricondurre gli effetti alle cause che le hanno generate.
I fenomeni di degradazione dei materiali possono avere principalmente due cause differenti:
- Fattori estrinseci cioè esterni, come l'inquinamento;
- Fattori intrinseci cioè legati a debolezze delle caratteristiche del manufatto;

Spesso queste cause interagiscono tra di loro provocando le conseguenze di degrado.

## Edilizia

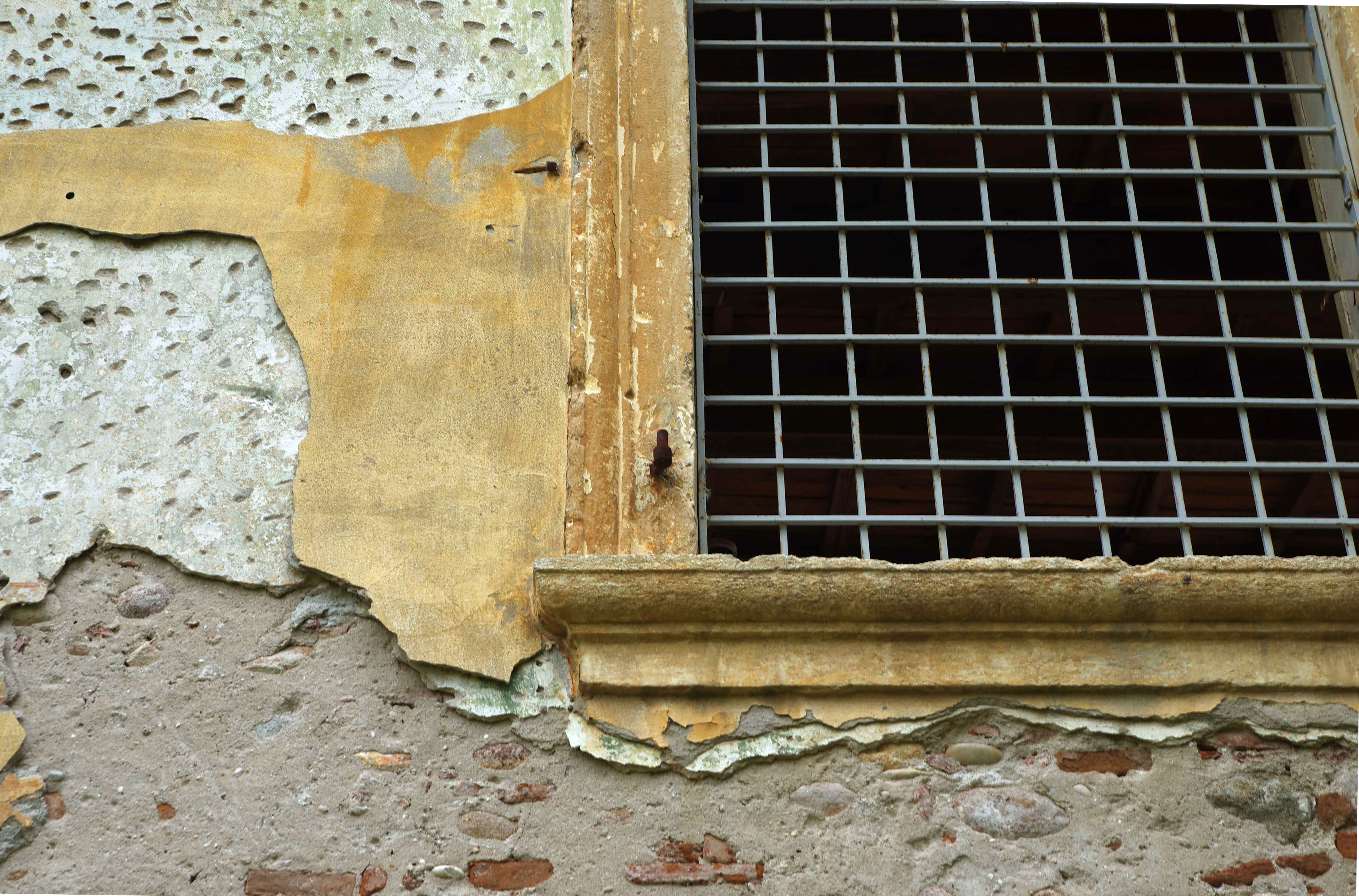
Degrado per fenomeni naturali Villa Pellegrini Marioni Pullè a Chievo (Verona)

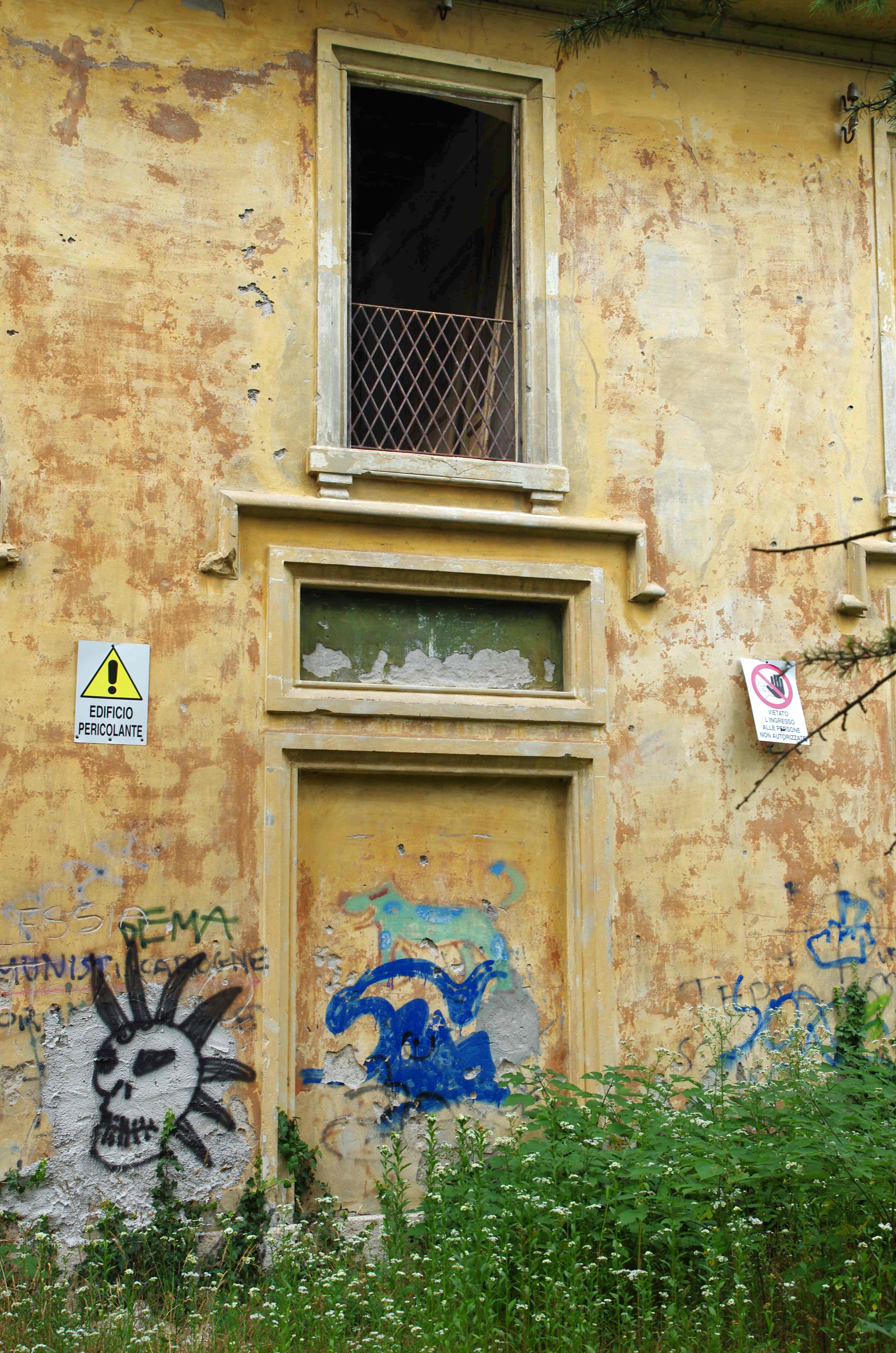
Degrado per fenomeni antropici Villa Pellegrini Marioni Pullè a Chievo (Verona)

Il degrado dei materiali è uno dei fenomeni più diffusi nell'edilizia. Si possono classificare le cause del degrado in base alla loro natura:
- Naturali: agenti atmosferici e biologici, con un cinematismo lento; le concause sono la composizione mineralogica e chimica, la resistenza, la microstuttura e la porosità. Proprio quest'ultimo fattore ricopre un ruolo importante riguardo al fatto che l'acqua può entrare nei pori, congelare, aumentare di volume e creare delle microcricche, che alla lunga possono creare dei distaccamenti. I pori possono essere aperti o chiusi, cioè che comunicano con l'esterno o no. È importante valutare la forma e la dimensione per valutare l'eventuale assorbimento dell'acqua, la cristallizzazione dei sali, ecc... Se necessario la porosità può essere modificata dal materiale.
- Antropici: inquinamento e usura, con un cinematismo più veloce. Le concause di queste possono essere:
  - Lavorazione cioè se vengono utilizzate tecniche o materiali che rifinendo indebolisco la roccia o favoriscono futuri processi di alterazione;
  - Messa in opera si deve rispettare l'orientamento relativo alla tessitura in cava. Evitare accoppiamenti tra elementi di materiale diverso. Si deve permettere che gli sforzi di compressione siano gli stessi dell'elemento in natura.

## Normativa
- NORMAL 1/88: alterazione dei materiali lapidei;
- UNI 11130 del 2004: Manufatti lignei;
- UNI 11182 del 2006: Materiali lapidei ed artificiali;